# Chissey-lès-Mâcon
Pour les articles homonymes, voir Chissey et Macon.
Chissey-lès-Mâcon est une commune française située dans le département de Saône-et-Loire, en région Bourgogne-Franche-Comté. 

## Géographie

### Géologie et relief
Sur le territoire de la commune, qui appartient au Tournugeois, à la lisière du Haut-Mâconnais et du Clunisois, est partiellement implantée une forêt domaniale : la forêt des Grisons (contenance totale : 557,23 ha), mêlant feuillus et conifères.

### Villages, hameaux, lieux-dits, écarts
Parmi les hameaux et lieux-dits dépendant de Chissey-lès-Mâcon figurent :
- Lys ;
- Culey ;
- Chazeux ;
- Prayes ;
- Nazilly ;
- Cours-des-Bois (autrefois la Cour-Desbois, hameau dépendant dans sa quasi-totalité de la commune voisine de Bray, l'appellation venant à la base de deux familles qui habitaient ce lieu : les Lacour d'un côté de la rue, les Desbois de l'autre côté) ;
- Moulin-aux-Grues ou Moulin Augrue (selon les diverses sources de cartographies);
- Clappe (ancien hameau à part entière, lieu-dit de Prayes)
- La Benne (lieu-dit de Prayes)
- L'Hôpital d'Acier (lieu-dit de Lys)

### Communes limitrophes
Les communes limitrophes sont  Bissy-la-Mâconnaise, Blanot, Bray, Chapaize, Cormatin, Cruzille et Martailly-lès-Brancion.

### Climat
Pour des articles plus généraux, voir Climat de la Bourgogne-Franche-Comté et Climat de Saône-et-Loire.
En 2010, le climat de la commune est de type climat océanique dégradé des plaines du Centre et du Nord, selon une étude du Centre national de la recherche scientifique s'appuyant sur une série de données couvrant la période 1971-2000. En 2020, Météo-France publie une typologie des climats de la France métropolitaine dans laquelle la commune est dans une zone de transition entre le climat océanique altéré et le climat océanique altéré et est dans la région climatique Bourgogne, vallée de la Saône, caractérisée par un bon ensoleillement (1 900 h/an), un été chaud (18,5 °C), un air sec au printemps et en été et des vents faibles.
Pour la période 1971-2000, la température annuelle moyenne est de 11,1 °C, avec une amplitude thermique annuelle de 17,6 °C. Le cumul annuel moyen de précipitations est de 932 mm, avec 10,5 jours de précipitations en janvier et 7,2 jours en juillet. Pour la période 1991-2020, la température moyenne annuelle observée sur la station météorologique de Météo-France la plus proche, « Jalogny_sapc », sur la commune de Jalogny à 14 km à vol d'oiseau, est de 11,2 °C et le cumul annuel moyen de précipitations est de 873,4 mm. 
La température maximale relevée sur cette station est de 39,6 °C, atteinte le 12 août 2003 ; la température minimale est de −21,6 °C, atteinte le 17 janvier 1985,,.
Les paramètres climatiques de la commune ont été estimés pour le milieu du siècle (2041-2070) selon différents scénarios d'émission de gaz à effet de serre à partir des nouvelles projections climatiques de référence DRIAS-2020. Ils sont consultables sur un site dédié publié par Météo-France en novembre 2022.

## Urbanisme

### Typologie
Au 1er janvier 2024, Chissey-lès-Mâcon est catégorisée commune rurale à habitat très dispersé, selon la nouvelle grille communale de densité à sept niveaux définie par l'Insee en 2022.
Elle est située hors unité urbaine. Par ailleurs la commune fait partie de l'aire d'attraction de Mâcon, dont elle est une commune de la couronne,. Cette aire, qui regroupe 105 communes, est catégorisée dans les aires de 50 000 à moins de 200 000 habitants,.

### Occupation des sols
L'occupation des sols de la commune, telle qu'elle ressort de la base de données européenne d’occupation biophysique des sols Corine Land Cover (CLC), est marquée par l'importance des territoires agricoles (53,6 % en 2018), une proportion sensiblement équivalente à celle de 1990 (53,7 %). La répartition détaillée en 2018 est la suivante : forêts (46,3 %), prairies (37,8 %), zones agricoles hétérogènes (15,2 %), cultures permanentes (0,6 %), milieux à végétation arbustive et/ou herbacée (0,1 %). L'évolution de l’occupation des sols de la commune et de ses infrastructures peut être observée sur les différentes représentations cartographiques du territoire : la carte de Cassini (XVIIIe siècle), la carte d'état-major (1820-1866) et les cartes ou photos aériennes de l'IGN pour la période actuelle (1950 à aujourd'hui).

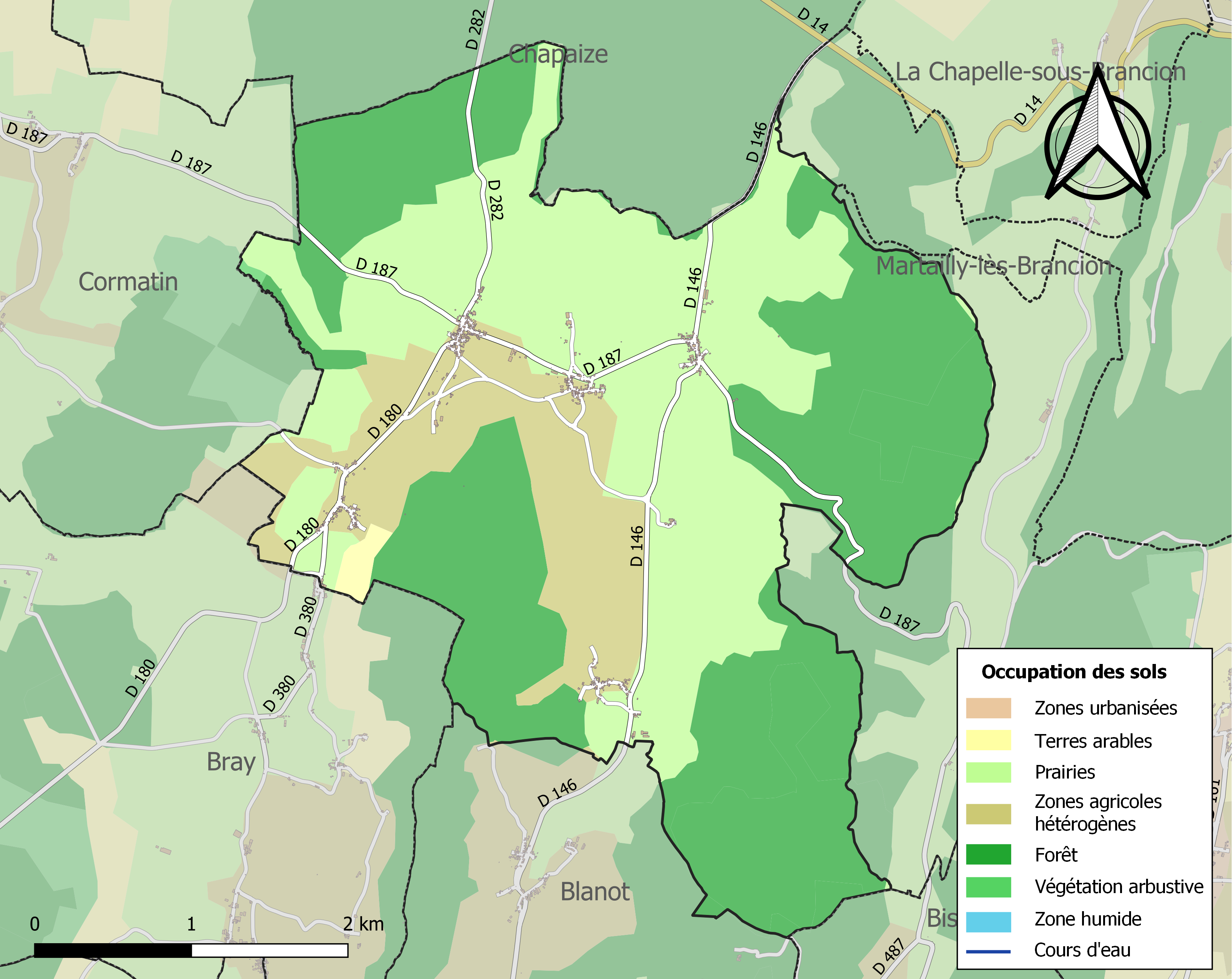
Carte des infrastructures et de l'occupation des sols de la commune en 2018 (CLC).

## Toponymie
Chissey-lès-Mâcon est citée dans les archives de Cluny dès 926 sous différents noms : Ciciacum, Chissiaco, Chisiaco ou encore Chesiacensi.
Prayes : Pradilis, Culey : Cuuliacensis, Lys : Li, Chazeux : Casoto

## Histoire

### Antiquité
« Dans le Clunisois, Chissey-lès-Mâcon est presque entièrement bâti sur des fondations gallo-romaines ».
En 1933, la commune fait exécuter des travaux qui ont amené la découverte d'importants vestiges gallo-romains. Il s'agit des fondations d'une villa romaine possédant un chauffage central à air chaud, des colonnades, des pavages et des revêtements de marbre de Carare. Plusieurs pièces semblaient avoir été revêtues de stucs supportant des peintures à fresques dont l'une de couleur rouge.
- « Les travaux ont également permis la découverte d'un grand nombre de canalisations paraissant appartenir à l'installation d'hypocauste (chauffage central), ainsi que de poteries rouges et grises, de tuiles (tegula et imbrices), de débris d'amphores à vin, de cornes de cerf, etc. Une colonne de vingt-huit centimètres de diamètre, élevée sur une vaste base en pierre de taille blanche, a également été découverte. Tous ces objets seront déposés à la mairie de Chissey-lès-Mâcon »[15].
- « Ces découvertes rappellent celles qu'a faites, dans les mêmes parages vers 1843, M. Teillard, alors maire de Chissey, et vers 1865, lors de la construction du chemin d'intérêt commun de Prayes à Cormatin. Elles consistent dans les fondations d'une importante villa romaine des premiers siècles de notre ère qui possédait le chauffage central à air chaud (système à tubulus), des colonnades, des pavages et des revêtements de marbre blanc »[16].

En 1937, c'est une voie romaine qui est découverte à Chissey-lès-Mâcon : « Elle a été repérée sur un kilomètre et demi. Elle est composée de pierres, posées en hérisson, ayant 20 à 25 centimètres de profondeur. Encadrée par deux bordures de pierres plus volumineuses, 30 à 35 centimètres, la chaussée de pierre mesure 4 mètres de largeur. Elle est en parfait état de conservation ».

### Moyen Âge

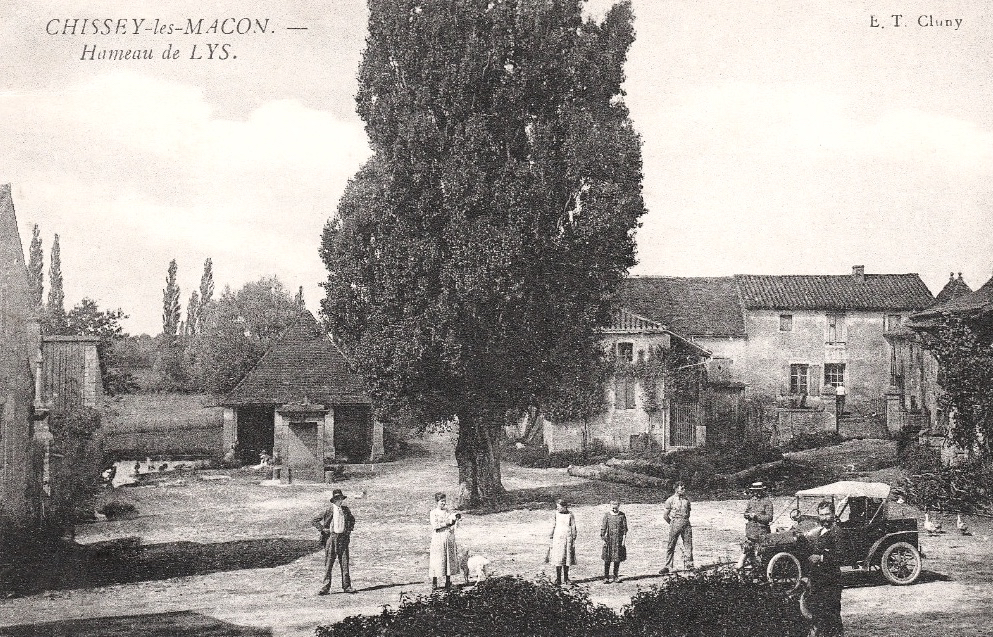
Chissey-lès-Mâcon, hameau de Lys.

Le finage de Lys était autrefois une seigneurie dont la maison forte fut possédée par le chancelier Nicolas Rolin.

### Les Hospitaliers
Au lieu-dit Acier dit aussi « l'Hôpital d'Acier » entre Chazelle et Lys, une ancienne annexe de la commanderie hospitalière de Mâcon au sein du grand prieuré d'Auvergne,. Les hospitaliers s'en séparèrent en 1725 au profit de la seigneurie du Lys.

### Époque contemporaine
1793 : Lys, hameau de Chissey-lès-Mâcon, à l'instar de plusieurs autres hameaux de Saône-et-Loire, change de nom et devient Trois-Fontaines.
En 1825, la commune a absorbé les communes voisines de Lys et de Praye ; la première a porté provisoirement, sous la Révolution française, le nom de Trois-Fontaines.
En 1925, afin de dégager un carrefour, a été démolie l'église du hameau de Prayes (jadis paroisse Notre-Dame de Prayes), dans laquelle subsistaient quantité d'éléments de l'époque carolingienne. L'édifice, datant du IXe siècle (maçonnerie montée en opus spicatum), était à chevet plat et sa nef n'était pas voûtée. On y accédait par une porte qui datait du XVIe siècle.
Le 29 juillet 1941, le conseil municipal - comme des centaines d'autres en France - est dissous par le ministre de l'Intérieur, Pierre Pucheu. Le motif est toujours le même : «hostilité à l'œuvre de rénovation nationale». Une «délégation spéciale» est mise en place, composée de : Raymond Boisseau (président), Michel Vermos, Michel Vallet et Élie Larret.

## Politique et administration

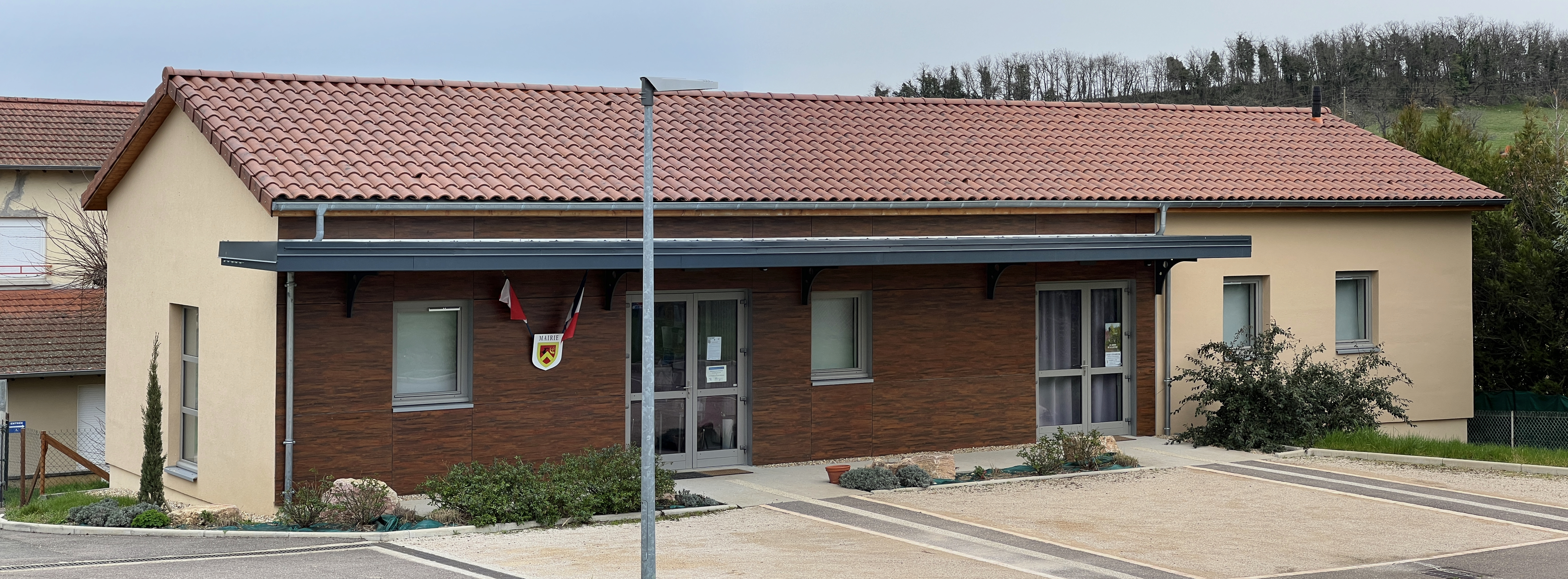
Mairie.

### Maires de la commune
| Période                                  | Période   | Identité                | Étiquette | Qualité                             |
| ---------------------------------------- | --------- | ----------------------- | --------- | ----------------------------------- |
| env. 1794                                |           | Antoine Nicolet         |           |                                     |
|                                          | 1840      | Eugène Teilliard        |           |                                     |
| 1840                                     | 1843      | Jean Bernard            |           |                                     |
| 1843                                     | 1846      | Vincent Bourgeon        |           |                                     |
| 1846                                     | 1876      | Eugène Teillard         |           |                                     |
| 1876                                     | 1881      | Jean Longin             |           |                                     |
| 1881                                     | 1925      | Vincent Meunier         |           |                                     |
| 1926                                     | 1927      | François Pierre Diot    |           |                                     |
| 1928                                     | 1941      | Etienne Boisseau        |           |                                     |
| 1941                                     | 1944      | Pierre Raymond Boisseau |           | Président de la Délégation Spéciale |
| 1944                                     | 1944      | Ernest Auberget         |           |                                     |
| 1945                                     | 1965      | Victor Legros           |           |                                     |
| 1965                                     | 1972      | Antoine Meunier         |           |                                     |
| 1972                                     | 1980      | Jacques Chanay          |           |                                     |
| 1980                                     | 1993      | Jean Voituret           |           |                                     |
| 1993                                     | mars 2008 | Gérard Mayeux           |           |                                     |
| mars 2008                                | en cours  | Sylvain Chopin          |           |                                     |
| Les données manquantes sont à compléter. |           |                         |           |                                     |

## Démographie
L'évolution du nombre d'habitants est connue à travers les recensements de la population effectués dans la commune depuis 1793. Pour les communes de moins de 10 000 habitants, une enquête de recensement portant sur toute la population est réalisée tous les cinq ans, les populations de référence des années intermédiaires étant quant à elles estimées par interpolation ou extrapolation. Pour la commune, le premier recensement exhaustif entrant dans le cadre du nouveau dispositif a été réalisé en 2004.

En 2022, la commune comptait 230 habitants, en évolution de −4,17 % par rapport à 2016 (Saône-et-Loire : −1,06 %, France hors Mayotte : +2,11 %).
| 1793 | 1800 | 1806 | 1821 | 1831  | 1836  | 1841  | 1846  | 1851  |
| ---- | ---- | ---- | ---- | ----- | ----- | ----- | ----- | ----- |
| 305  | 316  | 378  | 354  | 1 082 | 1 141 | 1 056 | 1 116 | 1 032 |

| 1856  | 1861 | 1866 | 1872 | 1876 | 1881 | 1886 | 1891 | 1896 |
| ----- | ---- | ---- | ---- | ---- | ---- | ---- | ---- | ---- |
| 1 007 | 911  | 871  | 837  | 774  | 764  | 695  | 626  | 580  |

| 1901 | 1906 | 1911 | 1921 | 1926 | 1931 | 1936 | 1946 | 1954 |
| ---- | ---- | ---- | ---- | ---- | ---- | ---- | ---- | ---- |
| 555  | 528  | 480  | 444  | 403  | 360  | 351  | 321  | 316  |

| 1962 | 1968 | 1975 | 1982 | 1990 | 1999 | 2004 | 2006 | 2009 |
| ---- | ---- | ---- | ---- | ---- | ---- | ---- | ---- | ---- |
| 288  | 284  | 246  | 250  | 222  | 226  | 232  | 236  | 251  |

| 2014 | 2019 | 2022 | - | - | - | - | - | - |
| ---- | ---- | ---- | - | - | - | - | - | - |
| 239  | 229  | 230  | - | - | - | - | - | - |

## Culture locale et patrimoine

### Lieux et monuments

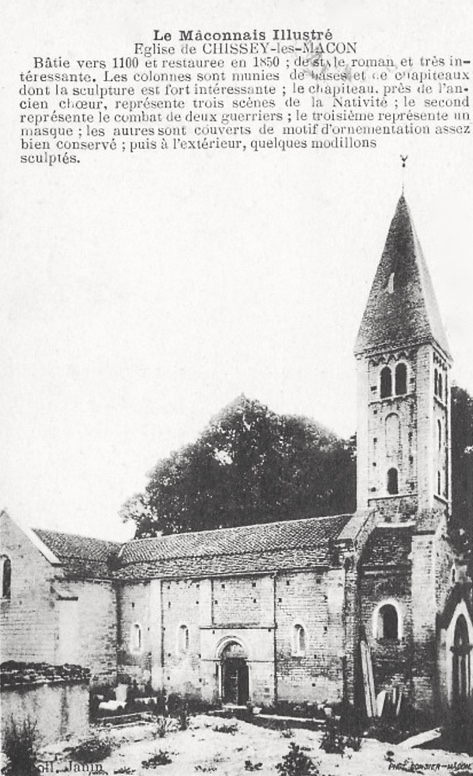
Église de Chissey.

- La commune présente une particularité remarquable : celle de disposer de deux églises (trois à l'origine dont celle de Prayes, détruite au XIXe siècle) :
  - l'église Saint-Pierre de Chissey-lès-Mâcon (bourg), dont la nef et le clocher paraissent dater du début du XIIe siècle, remarquable par ses chapiteaux sculptés (ayant pour thèmes : la Nativité, l'Annonciation, David contre Goliath...)[31].
  - l'église Notre-Dame de Lys (hameau de Lys), de l'époque romane.
- La maison forte à Lys.
- Le château de la Bruyère à Prayes (propriété privée)
- Le château du Bon Vouloir au bourg (propriété privée)
- Le château de Culey (propriété privée)
- Les lavoirs de Culey, Nécole au Moulin-aux-Grues, Prayes, le bourg, Lys et Chazeux (faisant partie de la route des lavoirs du clunisois)

### Personnalités liées à la commune

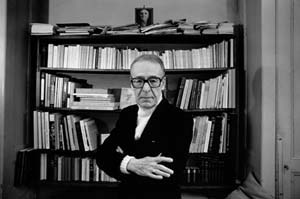
Henri Guillemin en 1980.

- Henri Guillemin (1903-1992), critique littéraire et historien né à Mâcon, qui a résidé chaque été jusqu'à sa mort dans une maison (dénommée Le Terrier) du hameau de la Cour-des-Bois (hameau majoritairement implanté sur le territoire de la commune de Bray mais dont quelques maisons – dont Le Terrier – dépendent de Chissey-lès-Mâcon)[32] ;
- Claude Lebois.

### Tournages
La commune a fait l'objet du tournage du film Le Parisien du village sorti en 2000, permettant pour l'occasion de recréer temporairement le café épicerie du bourg du village.

### Héraldique
| Blason de Chissey-lès-Mâcon | Blason  | De gueules au cerf de sable bondissant à dextre au cor d'or enguiché du même à senestre du chef, le pavillon vers la pointe ; au chevron d'or brochant sur le cerf ; le tout enfermé dans une bordure réduite du même. |
| Blason de Chissey-lès-Mâcon | Détails | Le statut officiel du blason reste à déterminer. |

## Pour approfondir